# Economia heterodoxa
Economia heterodoxa é uma categoria que se refere a abordagens ou escolas de pensamento econômico que são consideradas fora da economia ortodoxa. A economia heterodoxa é uma expressão ampla que cobre campos, projetos ou tradições separados e às vezes distantes, que incluem o (antigo) institucionalismo, a economia pós-keynesiana, feminista, marxiana e austríaca, dentre outras.
Enquanto a economia ortodoxa pode ser definida em torno do nexo "equilíbrio-racionalidade-individualismo",[carece de fontes?] a economia heterodoxa pode ser definida em termos de um nexo "estrutura histórico-social-institucional". Existe uma ênfase distinta ao se distinguir as economias ortodoxas e heterodoxas dessa maneira em comparação com a interpretação dessa divisão como sendo entre um sistema-fechado em oposição a um sistema-aberto, respectivamente (Lawson,1997); (Dow, 2000).
É difícil definir a economia heterodoxa. A Confederação Internacional das Associações pelo Pluralismo na Economia (CIAPE) tem prudentemente evitado dar definições muito precisas para a "heterodoxia", escolhendo afirmar sua missão como sendo a de "promover o pluralismo na economia".[carece de fontes?] Todos os tipos de socialismo são considerados heterodoxos, mas nem todas as escolas heterodoxas são socialistas. Um desafio central para a heterodoxia é se auto-definir de forma mais precisa do que simplesmente economia não-neoclássica. Ao definir um denominador comum no "comentário crítico" alguns economistas heterodoxos, como Steve Cohn (Knox College, USA), tem tentado fazer três coisas: (1) identificar idéias compartilhadas que gerem um padrão de crítica heterodoxa através de tópicos e capítulos de textos didáticos introdutórios de macroeconomia; (2) dar atenção especial a idéias que liguem diferenças metodológicas com diferenças em relação à formulação de políticas; e (3) caracterizar as semelhanças de maneira que permita que paradigmas distintos desenvolvam diferenças comuns com a economia dos livros didáticos de diferentes formas.
Um estudo sugere quatro fatores chaves como importantes para o estudo da economia pelos economistas heterodoxos: história, sistemas naturais, incerteza e poder.
No Brasil, as principais instituições de ensino que seguem a tradição heterodoxa é o Institutos de Economia da Universidade Estadual de Campinas (Unicamp), e a Universidade Federal do Rio de Janeiro (UFRJ). Já dentre os economistas heterodoxos no Brasil tem-se em Celso Furtado, Luiz Gonzaga Belluzzo e Maria da Conceição Tavares os principais nomes dessa escola de pensamento, mas também sendo representada por Jorge Miglioli, Wilson Cano, Mário Possas, João Manuel Cardoso de Mello, Luciano Coutinho, Aloisio Teixeira, Carlos Lessa, além de outros nomes importantes no pensamento econômico brasileiro.

## História
Várias escolas heterodoxas do pensamento econômico desafiaram a dominância da economia neoclássica após a revolução neoclássica da década de 1870. Além das críticas socialistas do capitalismo, escolas heterodoxas deste período incluíram defensores de várias formas de mercantilismo, tais como os dissidentes da Escola Americana da metodologia neoclássica e a escola historicista, e defensores das teorias monetárias não-ortodoxas tais como a do crédito social. Outras escolas heterodoxas ativas antes e durante a Grande Depressão incluíam a tecnocracia e o georgismo.
Cientistas físicos e biólogos foram os primeiros indivíduos a usar fluxos de energia para explicar o desenvolvimento social e econômico. Joseph Henry, um físico estadosunidense e primeiro secretário da Instituição Smithsonian, observou que o "princípio fundamental da economia política é que o trabalho físico do homem pode somente ser melhorado pela... transformação da matéria de um estado cru para uma condição artificial... ao gastar o que é chamado de força ou energia".
A ascensão e absorção da economia keynesiana no mainstream, que parecia fornecer uma resposta política mais coerente ao desemprego do que as políticas heterodoxas monetária e comercial, contribuiu para a diminuição do interesse nessas escolas.
Após 1945, a síntese neoclássica das economias keynesiana e neoclássica resultou em uma posição ortodoxa claramente definida baseada em uma divisão do campo em microeconomia (geralmente neoclássica, mas com uma recém-desenvolvida teoria da falha de mercado) e macroeconomia (dividida entre as visões keynesiana e monetarista em assuntos como o papel da política monetária). Austríacos e pós-keynesianos que se tornaram dissidentes desta síntese emergiram como escolas heterodoxas claramente definidas. Além disso,  as escolas marxistas e institucionalista permaneceram ativas.
Até a década de 1980 a economia heterodoxa podia ser assim definida:
1. rejeição da concepção atomística do indivíduo favorecendo uma concepção do indivíduo caracterizado socialmente;
2. ênfase no tempo como um processo histórico irreversível;
3. raciocínio em termos de influências mútuas entre indivíduos e estruturas sociais.

Por volta de 1980 mudanças significativas começaram a ocorrer na economia. Importantes programas de pesquisa começaram, de várias formas, a serem reconhecidos pela economia ortodoxa, como a economia comportamental, da complexidade, evolucionária, experimental, neural entre outras. Como consequência, alguns economistas heterodoxos, como John B. Davis, propuseram que a definição de economia heterodoxa teria de ser revista e adaptada a essa nova e mais complexa realidade.
O argumento da seção anterior é que a economia heterodoxa pós-1980 é uma estrutura complexa, sendo composta de dois tipos distintos de trabalhos heterodoxos, cada um internamente diferenciado em vários programas de pesquisa com diferentes origens históricas e orientações: a tradicional heterodoxia "de esquerda", familiar à maioria e a 'nova heterodoxia' resultante da influência de outras ciências.

## Rejeição da economia neoclássica
Não há uma única "teoria econômica heterodoxa". Existem diversas "teorias heterodoxas". O que todas compartilham, no entanto, é a rejeição da ortodoxia neoclássica como a ferramenta apropriada para a compreensão dos mecanismos da vida econômica e social. Os motivos dessa rejeição variam."

### Crítica ao modelo neoclássico do comportamento individual
Um dos princípios mais amplamente aceitos da economia neoclássica é a suposição da "racionalidade dos agentes econômicos". De certo, para um número de economistas, a noção de comportamento racional maximizador é tida por sinônimo de comportamento econômico (Becker 1976, Hirshleifer 1984). Quando os estudos de alguns economistas não abraçam a suposição da racionalidade econômica, eles são vistos com tendo colocado a análise fora dos limites da economia neoclássica (Landsberg 1989, 596). A economia neoclássica com suposições a priori de que os agentes são "racionais" e que eles buscam "maximizar sua utilidade individual" (ou lucro) sujeitos a restrições ambientais. Essas suposições fornecem a espinha dorsal para a teoria da escolha racional e é a partir dessa base que os economistas neoclássicos desenvolveram as funções de oferta e demanda que, dentro de certas condições, levam a um determinado equilíbrio de mercado liquidado. Sob condições ainda mais estritas esse equilíbrio será eficiente. A economia heterodoxa rejeita as suposições fundamentais sobre as quais grande parte da teoria neoclássica foi construída.
Muitas escolas heterodoxas são críticas ao modelo homo economicus de comportamento humano usado no modelo neoclássico padrão. Um versão típica da crítica é a de Satya Gabriel:

A teoria econômica neoclássica é baseada em uma concepção particular da psicologia humana, agência, ou tomada de decisão. Supõe-se que todos os humanos fazem decisões econômicas a fim de maximizar o prazer ou utilidade. Algumas teorias heterodoxas rejeitam esta suposição básica da teoria neoclássica, defendendo abordagens alternativas de como as decisões econômicas são feitas e/ou como a psicologia humana funciona.  É possível aceitar a noção de que os humanos são máquinas à procura de prazer, mas que rejeitam a ideia de que as decisões econômicas são governadas por esta procura pelo prazer. Os seres humanos podem ser incapazes, por exemplo, de fazer escolhas consistentes com a maximização de prazer devido a restrições sociais e/ou coerção. Os humanos também podem ser incapazes de avaliar corretamente os pontos de escolha que são mais prováveis de levar ao prazer máximo, mesmo se eles não sofrerem restrições (exceto em termos orçamentários) ao fazer tais escolhas. Também é possível que a própria noção de procura por prazer é uma suposição sem sentido pois é impossível de ser testada ou muito geral para ser refutada. As teorias econômicas que rejeitam a suposição básica de que as decisões econômicas são o resultado da maximização do prazer são heterodoxas.

### Crítica do modelo neoclássico de equilíbrio de mercado
Na teoria microeconômica, a minimização de custo pelos consumidores e pelas firmas implica a existência de correspondências de oferta e demanda para as quais preços de equilíbrio de market clearing existem, se houver um grande número de consumidores e produtores. Sob suposições de convexidade ou sob regras de preço a custo marginal, cada equilíbrio será eficiente de Pareto: Em grandes economias, a não-convexidade também leva a quase-equilíbrios que são quase eficientes.
No entanto, o conceito de "equilíbrio de mercado" foi criticado pelos austríacos, pós-keynesianos e outros, que se opuseram à aplicação da teoria microeconômica a mercados do mundo real, quando tais mercados não são aproximados a modelos microeconômicos. Economistas heterodoxos afirmam que os modelos microeconômicos raramente capturam a realidade.
A microeconomia ortodoxa pode ser definida em termos de "otimização e equilíbrio", seguindo as abordagens de Paul Samuelson e Hal Varian. Por outro lado, a economia heterodoxa pode ser definida em termos de um nexo estrutura histórico-social-institucional.

### Crítica do modelo neoclássico dos mercados de trabalhos
Os marxistas veem o capitalismo como a exploração inerente do trabalho, e consideram as teorias neoclássicas do mercado de trabalho como instrumentos ideológicos para racionalizar a exploração.
Os geoístas veem como exploratória do trabalho a privatização de recursos naturais mas não a propriedade privada do capital real. A questão centra-se na discussão da renda econômica e do excedente econômico. A principal acusação dos geoístas é a de que a economia neoclássica agregou recursos naturais e capital em uma teoria da produção que é incorreta devido às diferenças econômicas entre a terra e o capital.

## Desenvolvimentos mais recentes
Ao longo das últimas duas décadas, as agendas dos economistas heterodoxos deram uma guinada pluralista. Pensadores heterodoxos foram além dos paradigmas estabelecidos das economias austríaca, feminista, institucional-evolucionária, marxiana, pós-keynesiana, radical, social e sraffiana, abrindo novas fronteiras de análise, crítica e diálogo entre essas escolas. Essa "fertilização-cruzada" de idéias está criando uma nova geração de acadêmicos que trazem novas combinações de idéias heterodoxas aplicáveis a problemas contemporâneos ou históricos, como a reconstrução de indivíduos sociais na teoria econômica; ferramentas de mensuração econômica e ética profissional; as complexidades da elaboração de políticas públicas na economia política global, etc..
Também tem sido feita pesquisa no campo multidisciplinar da ciência cognitiva sobre o processo decisório individual, a informação como um fenômeno geral, a distribuição cognitiva e suas implicações à dinâmica econômica.
Algumas escolas nas ciências sociais procuram promover algumas perspectivas: a economia política clássica e moderna; história econômica; antropologia e sociologia econômicas; questões de gênero e raça na economia; ética econômica e justiça social; sociologia do desenvolvimento, etc..
David Colander, um defensor da economia da complexidade, argumenta que as ideias dos economistas heterodoxos estão sendo discutidas na via ortodoxa sem menção aos economistas heterodoxos, pois as ferramentas para analisar instituições, incerteza e outros fatores agora têm sido desenvolvidos pela economia ortodoxa. Ele sugere que os economistas heterodoxos deveriam adotar a matemática rigorosa e tentar trabalhar a partir de dentro do mainstream, ao invés de tratá-lo como um inimigo.
A economia da energia, relacionada à termodinâmica, é uma área científica abrangente que inclui tópicos relacionados a oferta e uso da energia. Os termoeconomistas argumentam que os sistemas econômicos sempre envolvem matéria, energia, entropia e informação. A termoeconomia é baseada na proposição de que o papel da energia na evolução biológica deveria ser definido e entendido através da segunda lei da termodinâmica mas em termos de critérios econômicos tais como produtividade, eficiência e especialmente os custos e benefícios dos vários mecanismos para capturar e utilizar a energia disponível para formar biomassa e fazer funcionar. Como resultado, a termoeconomia é muitas vezes discutida no campo da economia ecológica, que se relaciona com os campos da sustentabilidade e desenvolvimento sustentável.

## Campos ou escolas da economia heterodoxa
- Economia política institucional
- Escola Austríaca # (parcialmente dentro e parcialmente fora da economia ortodoxa)[14]
- Economia binária
- Bioeconomia §
- Economia da complexidade
- Economia ecológica
- Economia evolucionária #§ (parcialmente dentro da economia ortodoxa)
- Econofísica
- Economia feminista #
- Georgismo # (parcialmente dentro da economia ortodoxa)
- Economia verde
- Economia geselliana
- Economia institucional # (parcialmente dentro da economia ortodoxa)
- Economia islâmica
- Economia marxiana #
- Mutualismo
- Neuroeconomia
- Economia participativa
- Economia pós-keynesiana
- Pós-escassez
- Economia socialista #
- Economia social (parcialmente heterodoxa)
- Economia da oferta
- Economia sraffiana #
- Tecnocracia (Contabilidade da energia)
- Termoeconomia

Pesquisas também estão sendo feitas no campo multidisciplinar da ciência cognitiva sobre tomada de decisão individual, informação como um fenômeno geral, cognição distribuída e suas implicações na dinâmica econômica.
Algumas escolas nas ciências sociais almejam promover certas perspectivas: economia política clássica e moderna; história econômica; sociologia econômica e antropologia; assuntos de gênero e raças na economia; ética econômica e justiça social; estudos do desenvolvimento; entre outros.

## Publicações sobre economia heterodoxa
Livros
- http://www.mesharpe.com/mall/resultsa.asp?Title=Reintroducing+Macroeconomics%3A+A+Critical+Approach COHN, Steven Mark. Reintroducing Macroeconomics: A Critical Approach. M. E. Sharpe, Inc, December 2006] ISBN 978-0-7656-1450-6 ISBN 978-0-7656-1451-3
- «DAVIS, John, editor. The Theory of the Individual in Economics: Identity and Value. Routledge, 2003». ISBN 0415202191
- «FULLBROOK, Edward, editor. A Guide to What's Wrong with Economics.  London: Anthem Press, November 2004». ISBN 1843311488
- «HARVEY, John T. and GARNETT JR., Robert F. Garnett, Editors. Future Directions for Heterodox Economics, Series Advances in Heterodox Economics, The University of Michigan Press, 2007.». ISBN 978-0-472-03247-1
- LAVOIE, M. (1992) Foundations of Post-Keynesian Economic Principles, Aldershot: Edward Elgar.
- McDERMOTT, John. Economics in Real Time: A Theoretical Reconstruction, Series Advances in Heterodox Economics, The University of Michigan Press, 2003 ISBN 978-0-472-11357-6
- ROCHON, Louis-Philippe (1999) Credit, Money and Banking: An Alternative Post-Keynesian Approach, Cheltenham: Edward Elgar.
- «ROCHON, Louis-Philippe and ROSSI, Sergio, editors.  Modern Theories of Money: The Nature and Role of Money in Capitalist Economies. Edward Elgar Publishing, 2003 ISBN 1840647892»

Artigos, conferências, papers
- «COHN, Steve. Common Ground Critiques of Neoclassical Principles Texts., 2003». . Knox College (Illinois).
- «COLANDER, D. The Death Of Neoclassical Economics. Journal of the History of Economic Thought, 2002, 22 (3), pp. 127-43. Online readable, free link - Copyright JHET, All rights reserved» (PDF)
- «LAVOIE, Marc. Do Heterodox Theories Have Anything in Common? A Post-Keynesian Point of View.» (PDF)
- LAWSON, Catherine & LAWSON, Larry (1990). Financial system restructuring: lessons from Veblen, Keynes, and Kalecki. Journal of Economic Issues 24 (1): 115-31.
- «LAWSON, Tony. The nature of heterodox economics. Published by Oxford University Press on behalf of the Cambridge Political Economy Society, 2005, in: Cambridge Journal of Economics 2006 30(4):483-505; doi:10.1093/cje/bei093» (PDF)
- MINSKY, Hyman (1996). Uncertainty and the institutional structure of capitalist economies. Journal of Economic Issues 30(2):357-68.
- «RANSON, Baldwin Heterodox theoretical convergence: possibility or pipe dream? (Notes and Communications)(Report). Journal of Economic Issues, 01-MAR-07»
- SECCARECCIA, M. Early Twentieth-Century Heterodox Monetary Thought», Money, Financial Institutions, and Macroeconomics, ed. by A.J. Cohen, H. Hagemann and J.N. Smithin, Boston: Kluwer Academic Publishers, 1997, pp. 125–39